# Талаквадзе, Арчил
Арчил Талаквадзе (груз. არჩილ თალაკვაძე, р. 16 января 1983, Озургети, Грузинская ССР) — грузинский политик, депутат парламента Грузии (2016—2019), председатель парламента (с 25 июня 2019).

## Биография
Родился в Озургети, там же окончил среднюю школу № 1.
В 2006 году окончил Тбилисский государственный медицинский университет, затем продолжил обучение в Грузинском институте общественных отношений (GIPA). В 2015 году он окончил Лондонскую школу экономики по программе Executive Management.
Женат на Кетеван Бубутеишвили, двое детей.

### Политическая карьера
- 2006—2007 — координатор проектов USAID.
- 2007—2008 — руководитель проектов офиса Омбудсмена Грузии.
- 2008—2009 — советник аппарата Омбудсмена Грузии.
- 2010 — советник аппарата Омбудсмена Грузии по вопросам управления.
- 2011—2012 — заместитель директора «Группы добросовестного управления в Грузии» при USAID.

В 2012—2014 годах служил замминистром пенитенциарной системы и пробации Грузии, а с 2014 по 2016 годы был заместителем министра внутренних дел Грузии.
30 октября 2016 года был избран депутатом партии «Грузинская мечта» от Озургети. В парламенте Талаквадзе был инициатором принятия нового законодательства о безопасности дорожного движения, которое привело к сокращению числа ДТП и несчастных случаев на 14 % в течение года. Также Талаквадзе возглавил инициативы парламентского большинства по сокращению бедности, налоговой реформе, охране окружающей среды и контролю за выбросами.
В 2017 году Талаквадзе руководил избирательной кампанией Кахи Каладзе на выборах мэра Тбилиси.
25 июня 2019 года большинством голосов (94 из 101) был избран спикером грузинского парламента после того, как прежний председатель парламента Ираклий Кобахидзе ушёл в отставку после массовых протестов.
24 апреля 2021 года покинул должность председателя парламента.